# ワグネルの反乱
ワグネルの反乱（ワグネルのはんらん、露: Мятеж ЧВК «Вагнер»）はロシアによるウクライナ侵攻中の2023年6月23日に、ロシアの民間軍事会社・ワグネル・グループの創設者であるエフゲニー・プリゴジンが呼びかけた武装蜂起（反乱・内戦）。「ワグネルの武装反乱」、「プリゴジン氏による武装反乱」、「プリゴジンの乱」や「プリゴジンの反乱」などとも呼ばれる。プリゴジン自身は「正義の行進」であると主張している。

## 概要
ロシア時間の2023年6月23日にワグネル・グループの創始者であるエフゲニー・プリゴジンがロシアによるウクライナ侵攻について、ロシア国防省の上層部が「でっち上げたうそ」だと主張した上で、この度の「特別軍事作戦」はウクライナでの「非武装化、非ナチ化」が目標だというプーチン政権の説明について否定した。
また、エフゲニー・プリゴジンは「露軍上層部がもたらす悪を止め、正義を回復すると決めた。戦闘員や何万もの露軍兵の命を奪った者は罰せられる。抵抗する者は破壊する。これは軍事クーデターではなく、『正義の行進』である」とも述べていて、ロシア時間の2023年6月24日の未明にウクライナの国境近くのロシア南部のロストフ州に対して、「ワグネル部隊が入った。われわれを止めようとする者は破壊する」とも述べている。
これに対し、ロシアの最高検察庁は、治安機関である連邦保安庁が武装蜂起を呼びかけた容疑で捜査を始めたことを明らかにした。

## 反乱に至った経緯

### ウクライナ侵攻
2022年2月24日、ロシアは特別軍事作戦と称してウクライナに対する軍事侵攻を開始したが、当初は短期間でロシアの勝利に終わるとも予測されたものの、ウクライナ軍の抗戦や、侵攻に反対する欧米諸国による対ロシア経済制裁、ウクライナへの各種兵器供与などで戦局は長期化し、ロシア軍の疲弊が目立つようになっていった。やがて、外食産業で財を成したオリガルヒで「ウラジーミル・プーチン大統領の料理人」と称されるエフゲニー・プリゴジンが設立した民間軍事会社、ワグネル・グループがロシア軍の戦いを補完するようになり、バフムートの戦いでは同地域を掌握するのに中心的な役割を果たすなどの戦果を上げていった。それに伴いロシアにおけるプリゴジンの政治的な評価は高まっていき、ワグネルの能力も認められていった。

### プリゴジンによるロシア軍批判
しかし、やがてプリゴジンはロシア国防省に対する不満を隠さないようになり、SNSの動画配信を通じて自らの主張を広めていき、特にセルゲイ・ショイグ国防大臣やワレリー・ゲラシモフ参謀総長が批判の的になっていった。2023年5月に入りプリゴジンは過激な発言を繰り返すようになり、例えばバフムートでの戦闘中には国防省より弾薬が予定数納品されないため不足し、これを解消するとした約束も破られたためワグネルの戦闘員が犠牲になっているとし、これらはショイグとゲラシモフの責任であると主張してショイグとゲラシモフを名指しして罵ったほか、弾薬提供を渋る軍の制服組を『幸せなおじいさん』と呼んで批判した。2023年の戦勝記念日パレードでプーチンは戦争の正当性を主張しようとしたが、プリゴジンは戦勝記念日で祝うのは祖父の代における勝利であると指摘し、我々はまだ1ミリも勝利を獲得していないと水を差した。批判は軍そのものにも向けられ、バフムートからロシアの旅団が逃走し占領地が放棄されていると主張した動画も配信しているほか、敵であるはずのウクライナ軍を称賛したことさえあった。こうしてプリゴジンのロシア軍（プーチン政権）に対する批判はあからさまに一線を越えたと見做されるようになっていった。
2023年5月下旬、プリゴジンは親ロシア派のブロガー、コンスタンティン・ドルゴフによるインタビューに応じ、ロシアがこの戦争で失敗し続ければ新たな革命が起こりかねないとの見方を示し、軍の兵士による蜂起が始まると警告した。6月10日、国防省は志願兵部隊やワグネルなど民間軍事会社の兵士に対し、7月1日までに同省と直接契約を結ぶよう要請したことに対してプリゴジンは翌11日にこれを拒否。ショイグとは一切の契約を結ばないと宣言したが、13日にはプーチンが国防省の命令を支持し、両者の対立は決定的となった。

### プリゴジンによる反乱の宣言
2023年6月23日、エフゲニー・プリゴジンがSNSに投稿した動画で、以前より批判していたセルゲイ・ショイグ国防相やワレリー・ゲラシモフ参謀総長を念頭に「軍幹部の悪事を止めなければならない。抵抗する者はすぐに壊滅させる」と述べ、武装蜂起を宣言した。これに対し、ロシア国防省は「情報による挑発だ」と反発。これに対してロシア連邦保安庁（FSB）は、武装反乱の扇動に該当するとして捜査を始めた。
プリゴジンは、ロシア軍指導部を打倒するために必要なあらゆる措置を講じると宣言し、同社部隊の行く手を阻むものは「すべて破壊する」と述べた。
さらに、「われわれは前進し、最後まで進む」と話し、ワグネル部隊がウクライナ国境に接するロシア南部ロストフ州に入ったと明らかにした。

## 推移

### 6月23日

#### 反乱の開始
2023年6月23日、プリゴジンは、ロシア国防省の兵士がワグネルの拠点を砲撃したと主張し、プリゴジンはロシア国防省指導部への報復を宣言した。プリゴジンは、「軍の指導部の悪を止めなければならない」と述べ、「正義のために行進する」ことを誓った。また、ロシアによるウクライナ侵攻の正当性を否定し、ウクライナとNATOは2022年にドンバスとクリミア半島への攻撃を計画していなかったと述べ、ウクライナ侵攻の失敗と多大な死者を出したことについてセルゲイ・ショイグ国防相を非難した。ウクライナ侵攻はロシア指導部が利益を得るためのものであると述べ、ロシア軍がワグネル・グループに対するロケット攻撃を行ったと非難した。その他、ロシア政府に対する重大な非難や脅迫を行ったため、ロシア連邦保安庁（FSB）は彼に対し捜査を開始した。

#### ロストフ州への進軍
プリゴジンは25,000人の兵士をウクライナから撤退させ、ロシアのロストフ州のロストフ・ナ・ドヌに入り、「我々の邪魔をするものがいれば、すべてを破壊する」と誓った。ワグネル傭兵部隊はロストフに入ったとき、抵抗を受けなかった。
プリゴジンによると、ミサイルによって攻撃されたワグネル・グループの傭兵キャンプで記録されたビデオが、ワグネルのテレグラムチャンネルでビデオが公開された。オランダの調査報道機関ベリングキャットのジャーナリスト、アリック・トーラーは、攻撃されたとされる場所は、キャンプを訪れた戦争特派員アレクサンドル・シモノフによって以前撮影されたビデオと一致していると指摘した。その夜、プリゴジンは国防省との武力衝突の開始を発表した。そのメッセージはプリゴジンのテレグラムチャンネルに掲載された。プリゴジンは、国防省に対する紛争に参加したい者は誰でも参加するよう促した。また、「ショイグがワグネルを攻撃するために大砲とヘリコプターを使用した」と非難し、ショイグは「夕方9時にロストフ・ナ・ドヌから逃亡した」と主張した。
ロシア国防省は、ワグネルの拠点を攻撃したという主張を否定した。その後、ロシア連邦検事総局は、ロシア連邦刑法第279条（武装反乱罪）の容疑で、プリゴジンに対し捜査が開始されたことを報告した。セルゲイ・スロヴィキン将軍とウラジーミル・アレクセーエフ将軍は、ワグネルの戦闘員たちに停止するよう訴えた。
ロシア国営放送のチャンネル1が緊急報道特番を放送した。エカテリーナ・アンドレーワは、ロシア軍によるワグネル拠点への攻撃疑惑に関するプリゴジンの発言はフェイクであり、プーチン大統領には現在進行中の事態が報告されていると報道した。
プリゴジンの発言を受けて、ロシア軍と国家警備隊はモスクワとロストフ・ナ・ドヌに軍用車を配備した。ロストフ・ナ・ドヌは、ワグネル部隊が活動していたウクライナの最前線に近く、プリゴジンがワグネル部隊が向かっていると主張していた場所でもある。
6月23日から24日にかけての夜、ワグネルがロストフ・ナ・ドヌに向かっていると主張し、軍に対し、ワグネル部隊に反抗しないよう呼びかけるプリゴジンの音声記録が公開された。
プリゴジンは、6月23日の別の音声録音で、ロシア軍の参謀本部長が空軍に、民間車両の間を移動するワグネルの隊列に発砲するよう命じ、敵と戦う代わりに1年半にわたって自国民を殺してきたのと同じように無実の人々の命を軽視していると非難した。彼はまた、一部のパイロットが参謀本部の命令を実行することを拒否したと主張し、命令拒否をした兵士らに感謝した。
ドミトリー・ペスコフ大統領報道官は、現在進行中の事態を「反乱未遂」と表現し、ロシアの軍事機関が最近の出来事についてプーチンの命令に基づいて日夜報告を行っていると述べた。

### 6月24日

#### ロストフ・ナ・ドヌの掌握

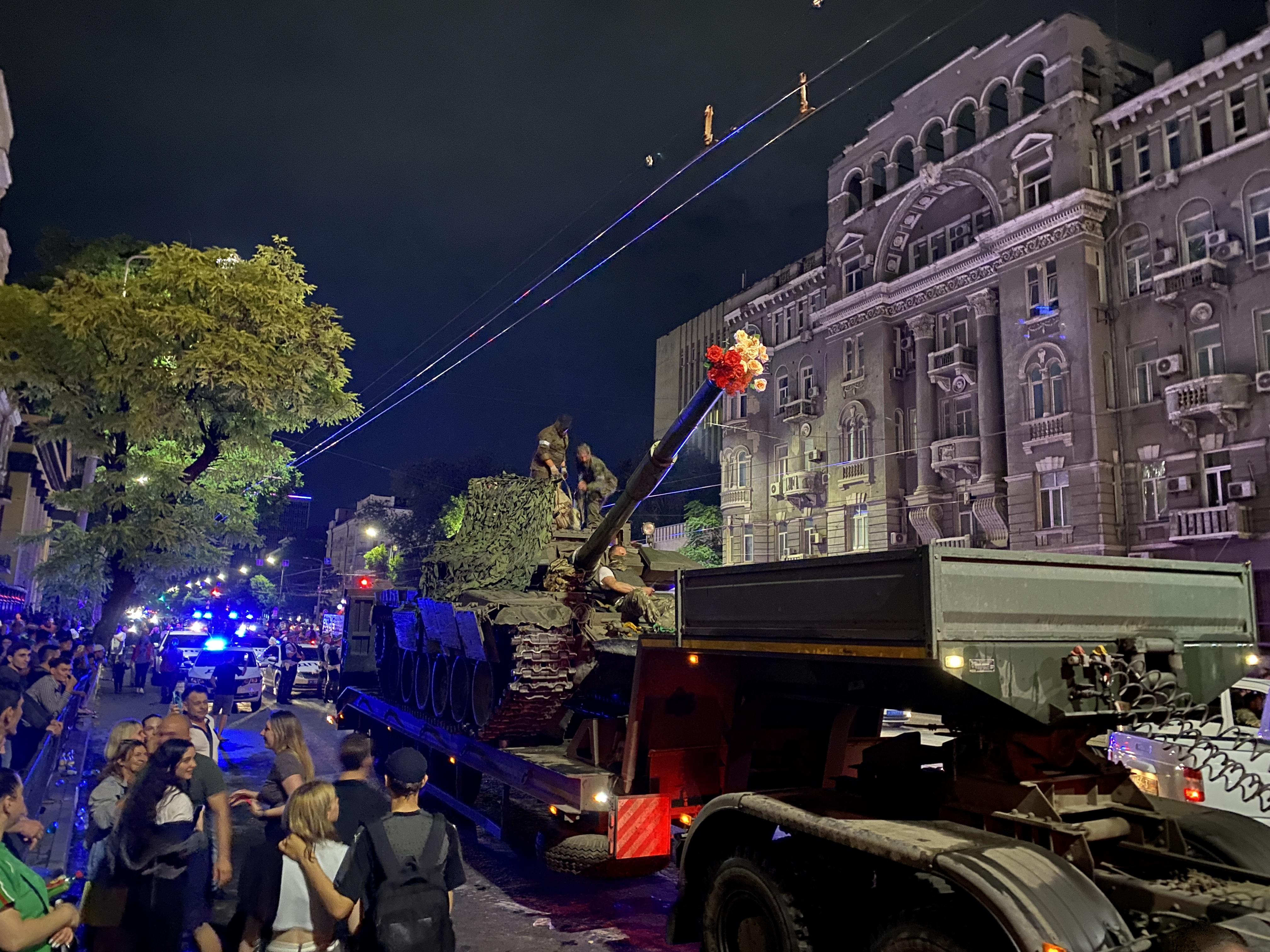
砲口から花を出した、ワグネルの戦車を見つめるロストフ・ナ・ドヌの群衆（6月24日）

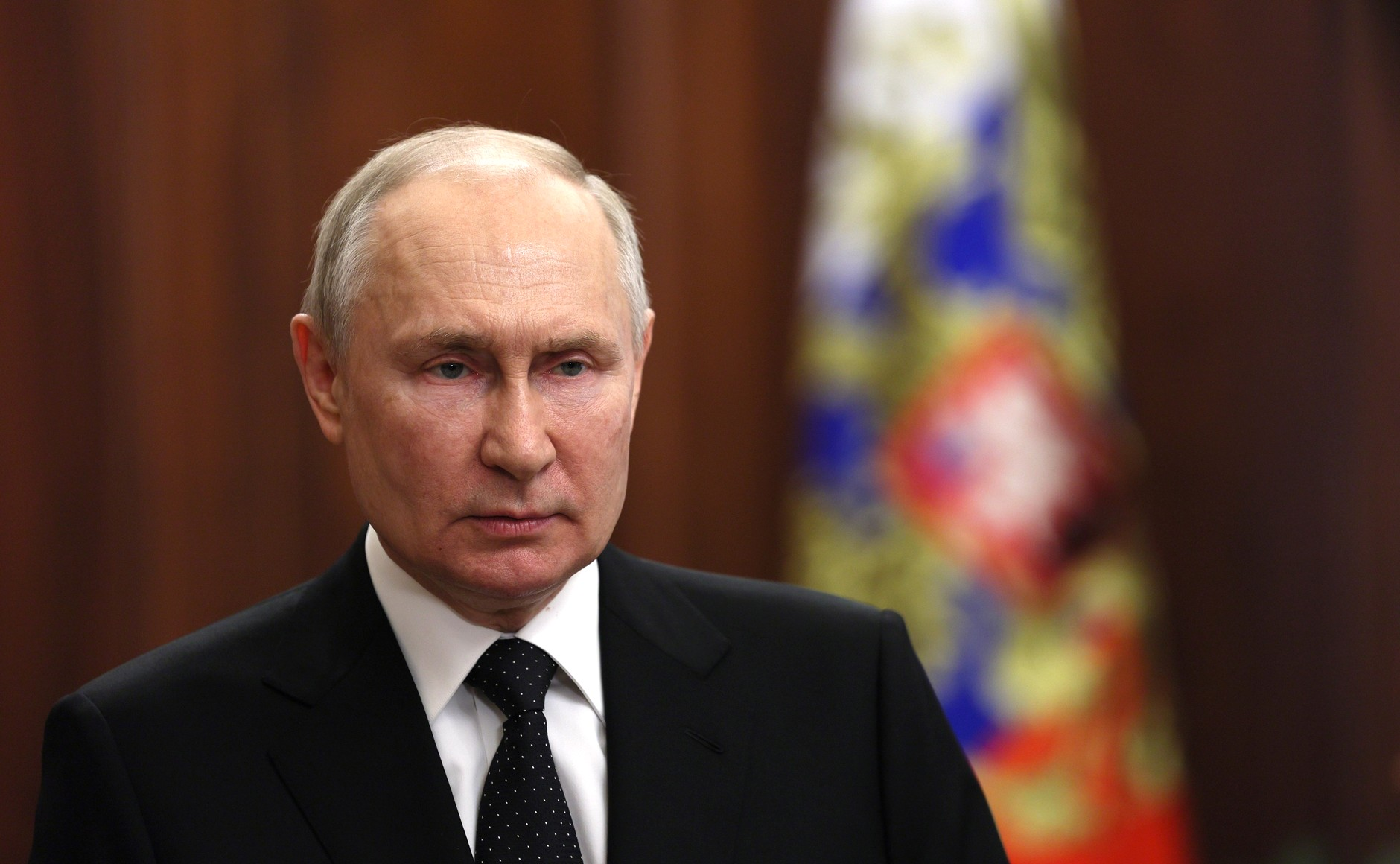
ワグネルの反乱についてロシア国民に対し演説するプーチン大統領。

プリゴジンによる発表された新たな音声メッセージの中で、彼はワグネルの戦闘機が、輸送隊に発砲した軍用ヘリコプターを撃墜したと主張している。
未確認の映像では、ロストフ・ナ・ドヌでワグネルとロシア軍との間で衝突が起きていたとされている。
プリゴジンは、プリゴジンが所属する準軍事組織兵士への空爆に対してロシア軍を攻撃すると脅したため、ロシア政府により武装蜂起を扇動した罪で起訴された。ロシアの治安部隊は、彼がロシア軍に対する「正義の行進」を誓ったとして、クーデターを起こしたと非難した。プリゴジンは、ワグネルがウクライナを離れ、ロストフに進軍していると主張する音声メッセージを投稿した。ロシアの上級将兵はワグネルの戦闘員に撤退を促した。一方、ロシア国家安全保障局とロシア連邦保安庁はプリゴジンを刑事告発し、逮捕に動いたと発表した。
ロシア国営メディアや一部の欧米メディアの報道によると、ワグネル・グループの部隊がロストフの南部軍管区司令部ビルを掌握したと報じた。
セルゲイ・ソビャーニンモスクワ市長は、モスクワでテロ対策が実施されていると発表。ワグネルの傭兵がモスクワに差し迫っていることを受け、週明け月曜日を休暇とし、リスクを最小限にするため市民に対しては不要不急の外出を行わないよう呼びかけた。
ロストフ・ナ・ドヌはモスクワとロシア連邦道路M4で直結しており、首都方面へのワグネル部隊の進軍が報告されている。リペツク州政府およびヴォロネジ州政府は、高速道路沿いの軍事部隊と衝突の報告を受け、すべての住民に屋内にとどまるよう促した。

#### ヴォロネジの戦いと更なる北上
ソーシャルメディアの投稿は、ヴォロネジでのワグネル部隊とロシア軍の間の戦闘映像を示し、ロイターはロシア軍の報道を引用した。ヴォロネジはロストフとモスクワの中間に位置する。ロイターはロシアの軍事情報源を引用し、ワグネルがヴォロネジの軍事施設を支配したと報道した。メディアの報道によると、ワグネルはヴォロネジのすべての軍事施設を支配した。
ロシアのウラジーミル・プーチン大統領は、反乱発生後初めてテレビ演説を行い、ワグネルの行動を「反逆」と呼び、反乱鎮圧のために「厳しい措置」を取ることを宣言した。プーチンは、この事態はロシアの存立そのものを脅かすものだと主張し、ウクライナとの戦争が続く中、反乱を「背後からの刺客」と位置づけ、1917年のロシア革命と重ね合わせ、領土を失うことを警告した。しかし、プーチンは、プリゴジンやワグネルについてそのまま言及したわけではない。プーチンの主張は、ウクライナ侵攻でロシアが領土を失っているのは、国防省の不始末が原因であり、国防省に対するワグネルの行動はロシアの状況を改善するためのものに過ぎないというプリゴジンのこれまでの主張に対する反論だった。

### 6月25日

#### ワグネルの撤退

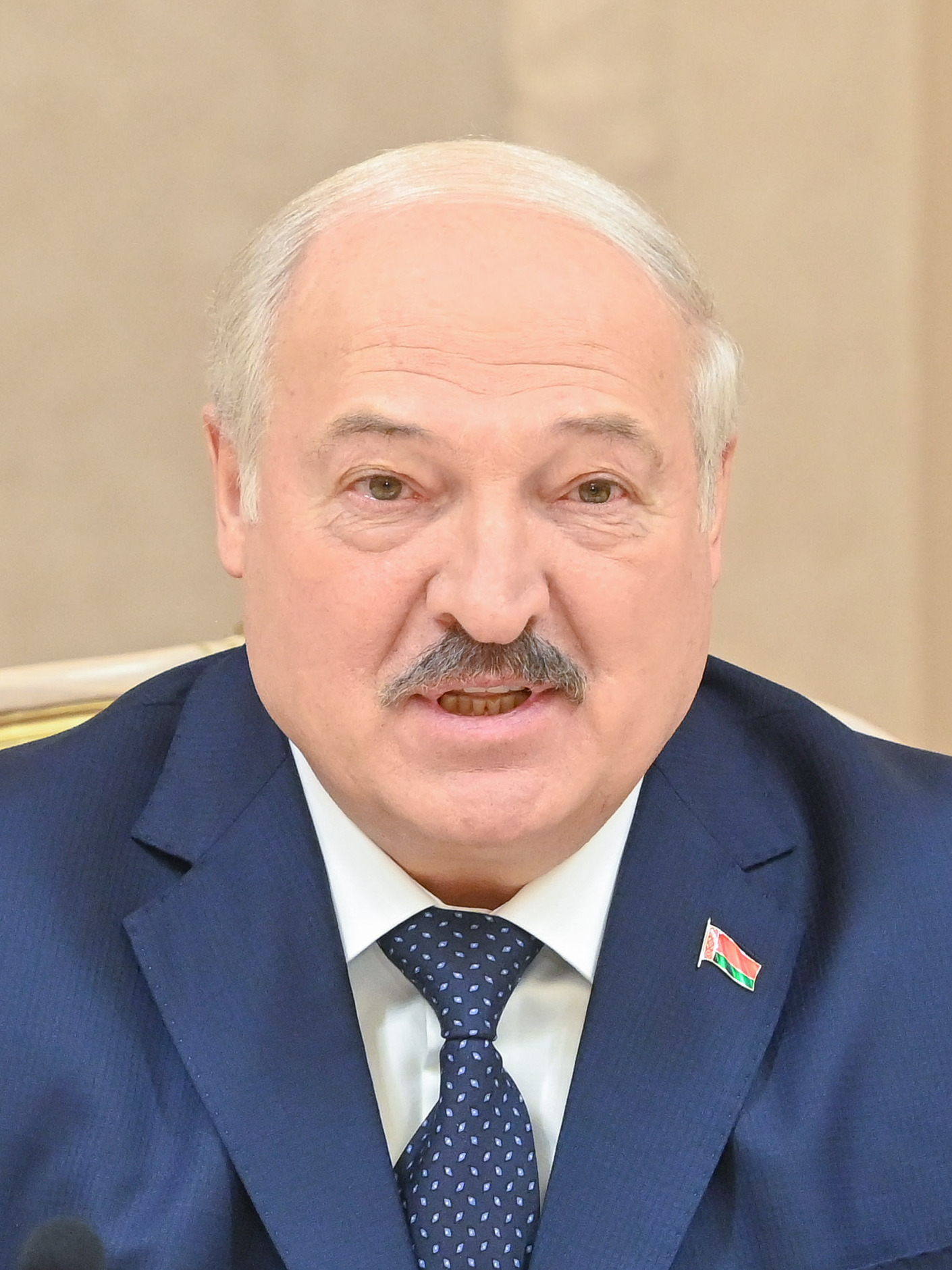
2023年4月のルカシェンコ

午前2時30分、ベラルーシ大統領府は、ルカシェンコ大統領がプリゴジンとモスクワへの進軍を取りやめる合意を行ったと発表した。この時点でワグネルの部隊はモスクワの手前200キロの地点まで迫っていた。
ワグネル代表のプリゴジンは、SNSに音声メッセージを投稿し「ロシア人の血が流れることに対する責任を自覚し、われわれは、部隊を方向転換させている」として首都モスクワに向かうとしていた部隊を引き揚げさせていると主張した。
ルカシェンコ大統領の仲介により、流血の事態回避に向けて緊張緩和策を講じることでプーチン大統領と合意した。これを受け、ワグネル戦闘員は占拠するロシア軍南部軍管区司令部などから撤退を開始、プーチン大統領はプリゴジンがベラルーシに亡命することを容認した。

### 6月26日

#### プリゴジンの失踪
プリゴジンの報道担当者はロシアメディアに対しプリゴジン本人と連絡がつかず、通信が途絶えていることを明らかにした。報道担当者は現地メディアの取材に対し「プリゴジン氏は普段はすぐに連絡が付き、質問にもすぐ答えていた」などと述べている。プリゴジンは一時制圧したロストフ州ナドヌーの軍司令部を車で出発する様子が報じられた以降、行方が分かっていなかった。

### 6月27日

#### ベラルーシ入国
ベラルーシのルカシェンコ大統領は、プリゴジンがベラルーシに入国したと述べた。
ロシアのプーチン大統領は、「大半のワグネル戦闘員は愛国者であり、流血を避けるために最後の一線で立ち止まった」として許す姿勢を見せ、ロシア国防省と契約してロシア連邦軍に入るか、プリゴジンとともにベラルーシへ行くかの選択肢を示した。

## その後
8月23日、ロシアのトヴェリ州にてプリゴジン、ウトキンの乗ったエンブラエル機が墜落するトヴェリ州エンブラエル・レガシー600墜落事故が発生、ワグネルは暗殺と主張している他、米国防総省のライダー報道官も「殺害された可能性が高い」と暗殺説を支持している。
サンクトペテルブルクにあるワグネル・センター前には追悼する人々の姿が見られた。

## 国際社会の反応

### 国内（亡命者含む）
- ロシア - ロシア連邦保安局（FSB）は「反乱を呼びかけた」としてプリゴジンへの捜査を開始。有罪となれば禁錮12 - 20年になる可能性があるという。ロシア軍幹部は、蜂起に呼応しないようワグネル戦闘員らに呼びかけている[74]。
  - 大統領報道官であるドミトリー・ペスコフは23日、プーチン大統領が「必要な措置が取られる」と語ったと発表した[75]。
  - ロシア大統領ウラジミール・プーチンは24日、緊急のテレビ演説を行い、ワグネルによる武装蜂起を「国家反逆」にあたるとし、「われわれが直面しているのは裏切りだ。いかなる反乱も、われわれの国家としての存続を脅かすものだ。そのような脅威から祖国を守るための行動は厳しいものになるだろう。処罰は避けられない」と述べた上で、ワグネル戦闘員に向けては反乱に加わらないよう求めた[76][77]。
  - ロシアの元石油王で反体制派のミハイル・ホドルコフスキーはクレムリンを敵に回すと自分で決めた以上、「たとえ極悪人であろうと」支援することが重要だと訴え、「そう、これは始まりにすぎない」として「プリゴジン支援」を呼びかけた[78]。

### 国外
- ベラルーシ - 国家安全保障会議（英語版）はロシアとの同盟関係継続を強調。ロシア内部の対立は西側諸国を利するだけと指摘[79]。その後、アレクサンドル・ルカシェンコ大統領がワグネルとクレムリン双方に介入し、「ロシアの領土で流血の事態になることは許されないということで合意した」として、事実上の仲介役となった[80]。
- イギリス - イギリス国防省は戦況分析を行い、ロシア国家にとって近年で最も重大な挑戦になるとした[81]。
- イラン - イラン・イスラム共和国放送は反乱を内政問題とし、ロシアによる法の支配を支持すると表明[79]。
- トルコ - レジェップ・タイイップ・エルドアン大統領は6月24日にプーチン大統領と電話会談した際、常識ある行動が必要だと発言。ロシア大統領府クレムリンは、トルコ政府がロシア指導部に対する全面的な支持を表明したと発表[79]。
- ウクライナ - ウクライナ国防省は24日早朝のツイートで、「我々は注視している」と述べた[82]。
  - ロシアのウクライナ侵攻においてウクライナ側で戦っている「ロシア義勇軍団」は、ワグネルグループの反乱について、自身のテレグラムにおいて「私達は反対側に立っていて、ロシアの将来に異なる視点を持っている」としつつ、「皮肉や嫌味なしに彼をロシアの愛国者と呼ぶことができる」として評価した[83]。
- アメリカ - アメリカ国家安全保障会議のアダム・ホッジ報道官は、米国はロシアでの出来事を注視しており、「これらの展開について同盟国やパートナーと協議している」と述べた[84]。
- 日本 - 岸田文雄内閣総理大臣は6月26日午前の会見で「引き続き今後の動向について大きな関心を持って注視していきたい」と述べ、動向を注視している姿勢を強調した。またその上で「G7のオンラインでの外相会合も開かれたと聞いているが、G7の連携をしっかりと確保しながら、今後の情勢に対応していきたい」と発言した[85]。
  - 内閣官房長官の松野博一は、同日午前の会見で「引き続き重大な関心を持って注視していく」と述べた[86]。
  - 国家安全保障局長の秋葉剛男はアメリカのジェイク・サリバン大統領補佐官（国家安全保障担当）と6月25日に電話で協議し、日米で緊密に連携して対応していくことを確認した[85]。

### 内訳
1. ↑  歩兵機動車1両
2. ↑  空中コマンドポスト機
3. ↑  汎用ヘリ1機、攻撃ヘリ2機、電子戦ヘリ3機
4. ↑  MRAP1両
5. ↑  歩兵機動車1両